# The Solace System
The Solace System è il primo EP del gruppo musicale olandese Epica, pubblicato il 1º settembre 2017 dalla Nuclear Blast.

## Descrizione
Contiene sei brani scritti e composti durante le sessioni di registrazione del settimo album in studio The Holographic Principle, uscito l'anno prima. In particolare, i brani Decoded Poetry, The Solace System e Immortal Melancholy erano presenti nella lista tracce provvisoria dell'album presentata dagli Epica ai giornalisti durante la sessione d'ascolto dello stesso. La seconda traccia Fight Your Demons, invece, era stata distribuita come CD singolo esclusivamente a coloro che avevano acquistato un pacchetto VIP durante la prima tournée nordamericana ed europea in supporto a The Holographic Principle tenuta nel 2016.

## Promozione
Per promuovere l'EP gli Epica hanno pubblicato il singolo omonimo il 23 giugno 2017 per il solo download digitale. Il relativo videoclip, presentato nello stesso giorno, ha rappresentato il primo capitolo di una trilogia animata, proseguita con i video di Immortal Melancholy e Decoded Poetry, resi disponibili attraverso il canale YouTube del gruppo rispettivamente il 29 agosto e il 28 febbraio 2018.
L'EP The Solace System è inoltre stato venduto anche all'interno di un boxset contenente anche The Holographic Principle e chiamato The Holographic Principle (The Ultimate Edition).

## Accoglienza
| Recensione       | Giudizio |
| ---------------- | -------- |
| Blabbermouth.net |          |
| Cryptic Rock     |          |
| Heavy Magazine   |          |
| Metalblast       |          |
| Metallized.it    | 75/100   |
| Metalpit.it      |          |
| Spirit of Metal  |          |
| Stormbringer     |          |

The Solace System è stato generalmente ben accolto della critica, che ne ha apprezzato soprattutto la capacità di unire con naturalezza e fluidità il nucleo symphonic e influenze ricche e diversificate mutuate dal thrash, dal melodic death, dal power, dal progressive e dal gothic, sebbene ovviamente ciò risulti coerente con l'essere stato registrato assieme all'album The Holographic Principle e quindi non siano presenti peculiarità stilistiche nuove. Le lodi della critica si sono concentrati soprattutto sulla seconda parte di Decoded Poetry, sul ritornello di Architect of Light, sui riff di Wheel of Destiny e sull'interpretazione vocale in Immortal Melancholy.
Per il sito Metal Injection, l'EP è l'ennesima dimostrazione della capacità degli Epica di migliorarsi costantemente.

## Tracce
1. The Solace System – 4:39 (testo: Simone Simons – musica: Isaac Delahaye, Epica)
2. Fight Your Demons – 4:30 (testo: Mark Jansen – musica: Ariën van Weesenbeek, Epica)
3. Architect of Light – 5:21 (testo: Simone Simons – musica: Ariën van Weesenbeek, Epica)
4. Wheel of Destiny – 5:52 (testo: Mark Jansen – musica: Isaac Delahaye, Epica)
5. Immortal Melancholy – 3:09 (testo: Simone Simons – musica: Mark Jansen, Joost van den Broek, Epica)
6. Decoded Poetry – 6:26 (testo: Simone Simons – musica: Isaac Delahaye, Joost van den Broek, Epica)

## Formazione
Gruppo
- Simone Simons – voce principale, cori
- Mark Jansen – grunt, chitarra ritmica
- Isaac Delahaye – chitarra solista, ritmica e acustica, mandolino, balalaica, bouzouki, ukulele, tom orchestrali, djembe, conga, chimes, tamburello, triangolo, arrangiamenti orchestrali
- Coen Janssen – sintetizzatore, pianoforte, glockenspiel, xilofono, campane tubolari, tom orchestrali, grancassa, djembe, conga, cimbalini a dita, tamburello, effetti e campionamenti aggiuntivi, arrangiamenti orchestrali e del coro
- Rob van der Loo – basso
- Ariën van Weesenbeek – batteria, grunt aggiuntivi, rullante orchestrale, tom orchestrali, timbales, conga, bongo solista, piatti orchestrali

Altri musicisti
- Marcela Bovio – cori
- Linda Janssen – cori
- Maria van Nieukerken – direzione del coro Kamerkoor PA'dam
- Alfrun Schmidt – soprano
- Annemieke Klinkenberg-Nuijten – soprano
- Dagmara Siuty – soprano
- Martha Bosch – soprano
- Ruth Becker – soprano
- Silvia da Silva Martinho – soprano
- Annette Stallinga – contralto
- Annette Vermeulen – contralto
- Cecile Roovers – contralto
- Natasha Morsink – contralto
- Guido Groenland – tenore
- Joost van Velzen – tenore
- Koert Braches – tenore
- Matthijs Frankema – tenore
- René Veen – tenore
- Allard Veldman – basso
- Andreas Goetze – basso
- Angus van Grevenbroek – basso
- Jan Douwes – basso
- Previn Moore – tenore aggiuntivo
- Ben Mathot – primo violino, violino solista
- Ian de Jong – primo violino
- Sabine Poiesz – primo violino
- Floortrje Beljon – secondo violino
- Loes Dooren – secondo violino
- Vera van der Bie – secondo violino
- Marieke de Bruijn – secondo violino
- Mark Mulder – viola, viola solista
- Frank Goossens – viola
- René van Munster – violoncello, violoncello solista
- Geneviève Verhage – violoncello
- Eilidh Martin – violoncello
- Jurgen van Nijnatten – tromba
- Marnix Coster – tromba
- Henk Veldt – corno francese
- Alex Thyssen – corno francese
- Paul Langerman – trombone
- Lennart de Winter – trombone, trombone basso
- Jeroen Goossens – flauto, ottavino, fagotto
- Thijs Dapper – oboe, oboe d'amore
- Jack Pisters – sitar
- Igor Hobus – rullante orchestrale, tom orchestrali, conga, djembe, darabouka, gong, piatto sospeso, tamburello
- Maarten de Peijper – rullante aggiuntivo
- Joost van den Broek – rullante aggiuntivo, effetti e campionamenti aggiuntivi, arrangiamenti orchestrali

Produzione
- Joost van den Broek – produzione, ingegneria del suono, editing, comissaggio
- Epica – produzione
- Jos Driessen – ingegneria del suono, montaggio
- Jacob Hansen – missaggio, mastering
- Darius van Helfteren – mastering aggiuntivo

## Classifiche
| Classifica (2017)          | Posizione massima |
| -------------------------- | ----------------- |
| Austria                    | 71                |
| Germania                   | 60                |
| Regno Unito (chart update) | 69                |
| Regno Unito (rock & metal) | 10                |
| Stati Uniti (hard rock)    | 20                |
| Stati Uniti (heatseekers)  | 3                 |
| Stati Uniti (independent)  | 9                 |
| Stati Uniti (sales)        | 62                |
| Svizzera                   | 45                |